# Polohy mrtvé šlapky
Polohy mrtvé šlapky je devatenáctý díl druhé řady amerického televizního seriálu Teorie velkého třesku. V této epizodě hostují Carol Ann Susiová a Valerie Azlynn. Režisérem epizody je Mark Cendrowski.

## Děj
Sousedé, kteří bydleli nad Sheldonem a Leonardem, se odstěhovali. Zprvu se o byt snaží Howard, leč neúspěšně. Novou sousedkou se tak stává atraktivní blondýnka Alicia. Stejně jako Penny je i Alicia hereckou aspirantkou a už si vysloužila i malou roli mrtvé prostitutky v kriminální serii CSI. Až na Sheldona jsou z ní všichni kluci nadšení, což ji vede k tomu využívat jejich pomoci ať už s čímkoliv. Penny si všímá toho, že přichází o jejich pozornost a tak se je zase snaží dostat na svou stranu tím, že jim koupí jídlo, zve je na sledování sci-fi seriálu a také se uchýlí k několika fyzikálním vtipům. Nakonec se Penny rozhodne s Aliciou promluvit a říct jí, že si myslí, že kluky využívá. Alicia jí odpoví, že kluky využívá úplně stejně jako Penny. Ta se rozčílí a pustí se s Aliciou do šarvátky. Potlučená Penny se pak vrací do Sheldonova bytu a zjišťuje, že Alicia spí s jedním z producentů seriálu CSI. Na to řekne jen "mrtvá šlapka v telce, živá ve skutečnosti."

## Obsazení
| Johnny Galecki    | Leonard Hofstadter |
| Jim Parsons       | Sheldon Cooper     |
| Kaley Cuoco       | Penny              |
| Simon Helberg     | Howard Wolowitz    |
| Kunal Nayyar      | Raj Koothrappali   |
| Carol Ann Susiová | Debbie Wolowitz    |
| Valerie Azlynn    | Alicia             |